# 萨尔萨拉迈奥尔
萨尔萨拉迈奥尔，是西班牙埃斯特雷马杜拉卡塞雷斯省的一个市镇。总面积170平方公里，总人口1619人（2001年），人口密度10人/平方公里。